# Liste von Persönlichkeiten der Stadt Zittau
In dieser Liste sind Persönlichkeiten, Bürgermeister und Ehrenbürger der Stadt Zittau aufgeführt.

## Töchter und Söhne der Stadt

### Bis 1800
- Peter/Petrus von Zittau (1260–1339), böhmischer Chronist
- Lorenz Heidenreich (1480–1557), erster lutherischer Geistlicher in Zittau
- Andreas von Kohl (1568–1655), Jurist und Vizekanzler im Kurfürstentum Brandenburg
- Johannes Dobricius (1576–1653), Arzt, Astrologe und Alchemist
- Melchior Franck (um 1580 – 1639), evangelischer Komponist
- Christian von Hartig (1605–1677), Bürgermeister von Zittau (auch in Zittau gestorben)
- Michael Lehnmann (1609–1681), Jurist
- Michael von Lanckisch (1620–1673), ev.-luth. Pfarrer und Schriftsteller (auch in Zittau gestorben)
- Samuel Schmid (1632–1706), Pädagoge und Autor
- Mark Schwaner (1639–1713), in Sachsen verfolgter Quäker
- Christian Weise (1642–1708), Dichter, Schulleiter, Bibliothekar, Frühaufklärer (auch in Zittau gestorben)
- Maximilian Dreißigmark (1643–1713), Bildhauer
- Gottfried Behle (1653–1728), Verleger, Buchbinder und Buchhändler
- Andreas Zeschel (1662–1716), ev.-luth. Theologe
- Martin Grünwald (1664–1716), Geistlicher, Theologe, Lehrer und Kirchenlieddichter, Waisenhausgründer in Zittau
- Karl Philipp Stoll (1668–1741), Zittauer Stadtrichter und Bürgermeister
- Johann Christian von Lossa (1692–1754), sächsischer Kaufmann und Unternehmer
- Christian Gottlieb Prieber (1697–1744/45), Rechtsanwalt, Sozialutopist und Abenteurer
- Friedrich Benedict Carpzov II. (1702–1744), Jurist und Rechtswissenschaftler
- Johann Wilhelm Hoffmann (1710–1739), Historiker, Rechtswissenschaftler und Publizist
- Michael Kimmel (1715–1794), Ebenist und kursächsischer Hoftischler
- Johann Carl Heffter (1722–1786), Arzt und Naturforscher
- Johann Kleych (1723–1801), evangelischer Pfarrer und Geistlicher
- Woldemar Salomo Hausdorf, (1731–1779) evangelischer Theologe
- Karl Gottlob Just (1734–1792), Bürgermeister von Zittau
- Christian Gottlieb Gilling (1735–1789), Theologe
- Christian Ehrenfried Burckhardt (1744–1821), Edelmetallschmied und Freimaurer[1]
- Johann Benjamin Michaelis (1746–1772), Dichter
- Johann Gottfried Kneschke (1766–1825), Konrektor am Gymnasium zu Zittau und Philologe
- Karl Gottlieb Immanuel Acoluth (1776–1827), Apotheker, seit 1809 Stadtapotheker zu Budissin[2]
- Ernst Friedrich Haupt (1774–1843), Jurist, Stadtrat, Bürgermeister von 1811 bis 1832, Heimatforscher
- Karl Wilhelm August Porsche (1786–1840), Jurist und Kommunalpolitiker
- Heinrich Marschner (1795–1861), Opernkomponist der Romantik
- Ernst Heinrich Kneschke (1798–1869), Augenarzt, Schriftsteller und Heraldiker
- Gustav Woldemar Kretzschmar (1799–1854), Jurist und Politiker

### 1801 bis 1900
- Friedrich Wilhelm Otto (1805–1866), klassischer Philologe
- Carl August Schramm (1807–1869), Baumeister (auch in Zittau gestorben)
- Moriz Haupt (1808–1874), klassischer Philologe und Germanist
- Albert Zimmermann (1809–1888), Maler
- Max Zimmermann (1811–1878), Maler
- Carl Gottlob Moráwek (1816–1896), Heimatforscher und Volksbildner
- Karl Friedrich Ferdinand Lachmann (1817–1881), Konrektor am Gymnasium
- Heinrich Adolph Jentsch (1818–1896), lutherischer Pfarrer
- Richard Zimmermann (1820–1875), Maler
- Gustav Adolph Brösel (1825–1888), Lehrer, evangelisch-lutherischer Pfarrer und Autor
- Ernst Theodor Flössel (1838–1905), evangelisch-lutherischer Pfarrer und Autor
- Ernst Rudolf Bierling (1841–1919), Jurist und Politiker, Mitglied des Preußischen Herrenhauses
- Oswald Förster (1842–1911), Lehrer und Autor
- Moritz Exner (1845–1911), Oberstleutnant, Militärhistoriker
- Edwin Patzig (1846–1929), Byzantinist und Gymnasiallehrer
- Richard Buchmayer (1856–1934), Musikhistoriker
- Eugen Korschelt (1858–1946), Zoologe
- August Max Fiedler (1859–1939), Dirigent, Komponist und Pianist
- Gustav Mucke (1861–1940), Architekt und Kirchbaumeister
- Gustav Hiller (1863–1913), Erfinder und Industrieller; Begründer der späteren Robur-Werke (auch in Zittau gestorben)
- Expeditus Schmidt (1868–1939), Franziskaner, Theater- und Literaturhistoriker, Publizist
- Alfred Winkler (1872–1945), Mitbegründer und Seniorchef der Firma Winkler & Dünnebier
- Alfred Klotz (1874–1956), Altphilologe, Hochschullehrer und -rektor
- Otto Promber (1874–1941), Autor von Kinderbüchern und -spielen
- Rudolf Schramm-Zittau (1874–1950), Städte- und Tiermaler
- Paul Graetz (1875–1968), Offizier und Automobilpionier
- Bruno Lademann (1877–1972), Maler, Grafiker und Kunstpädagoge
- Alfred Liebig (1878–1952), Architekt
- Richard Schiffner (1881–1953), Architekt
- Walter Waentig (1881–1962), Maler, Grafiker und Naturschützer
- Johannes Zwicker (1881–1969), Philologe, Historiker und Gymnasialdirektor
- Erwin Jacobi (1884–1965), Staats- und Kirchenrechtler
- Paul Renner (1884–1968), Architekt
- Wolfgang Thierig (1890–nach 1949), Polizeibeamter
- Ewald Berge (1891–1974), Veterinärmediziner
- Werner Richter (1893–1944), Generalleutnant im Zweiten Weltkrieg
- Rudolf Hiller (1894–1972), Ingenieur, Erfinder und Unternehmer
- Hans Lillig (1894–1977), Maler und Grafiker
- Lisa Tetzner (1894–1963), Kinderbuchautorin
- Walter Birnbaum (1897–1925), Physiker
- Paul Lein (1899–1939), nationalsozialistischer Funktionär
- Walter Deckwarth (1899–1967), Glasmaler und Maler
- Elfriede Buchheim (1900–1995), Malerin und Grafikerin

### Ab 1901
- Georg Roeber (1901–1983), Rechtswissenschaftler
- Oswald Jarisch (1902–1979), Maler
- Ernst Baier (1905–2001), Eiskunstläufer; Olympiasieger 1936 im Paarlauf
- Wolfgang Makatsch (1906–1983), Ornithologe und Buchautor
- Martin Kersten (1906–1999), Metallphysiker
- Hellmut Bock (1907–1997), Widerstandsgruppe Parole
- Friedrich Buchheim (1907–nach 1987), Politiker (FDP), Oberbürgermeister von Neuwied und Staatssekretär im rheinland-pfälzischen Kultusministerium
- Wolfgang Rauda (1907–1971), Architekt, Stadtplaner und Hochschullehrer
- Gotthard Handrick (1908–1978), Sportler; Gewinner der ersten Goldmedaille für Deutschland bei den Olympischen Spielen 1936
- Kurt Heinrich (1911–nach 1948), SS-Obersturmführer
- Ernst Schnabel (1913–1986), Schriftsteller
- Heinz Jentzsch (1917–1994), SS-Hauptscharführer im KZ Mauthausen
- Klaus Fischer (1919–1993), Indologe
- Hans-Joachim Hille (1921–1990), Diplomat
- Hans-Günter Krack (1921–1964), Schriftsteller
- Mareile Kitzel-Grimm (1922–2002), Bildhauerin und Keramikerin
- Fred Wehle (1924–2000), Grafiker
- Walter Hofmann (1925–2009), Altphilologe
- Heinz Scholze (1925–unbekannt), Schauspieler und Theaterregisseur
- Peter Diener (* 1929), Schweizer Bergsteiger
- Wolfram Dunger (1929–2019), Biologe und Bodenzoologe
- Johannes Hempel (1929–2020), evangelischer Theologe
- Michael Langer (1929–2022), Maler, Zeichner und Kunsttheoretiker
- Rolf Nitzsche (1930–2015), Bahnradsportler
- Hans Joachim Herrmann (* 1931), Althistoriker
- Albrecht Pietsch (1934–2024), Mathematiker an der Universität Jena
- Georg Weinhold (1934–2013), Weihbischof im Bistum Dresden-Meißen
- Klaus Günzel (1936–2005), Schriftsteller (auch in Zittau gestorben)
- Siegfried Schuster (1936–2018), Ornithologe und Naturschützer
- Michael H. Kater (* 1937), deutsch-kanadischer Historiker
- Antje Hagen (* 1938), Schauspielerin
- Peter Berthold (* 1939), Ornithologe und Verhaltensforscher
- Frank Delitz (1939–2003), Flötist und Heimatforscher
- Eberhard Fleischmann (* 1939), Hochschullehrer für Russische Übersetzungswissenschaft
- Dieter Krause (1939–2008), Rechtsmediziner
- Winfried Krause (1939–2019), Komiker
- Erich Preuß (1940–2014), Eisenbahner, Fachjournalist und Sachbuchautor
- Reiner Preuß (1940–2014), Eisenbahningenieur und Sachbuchautor
- Manfred Rieger (* 1941), Gewichtheber
- Rainer Lischka (* 1942), Komponist
- Peter-Ernst Schnabel (1943–2017), Soziologe und Hochschullehrer
- Udo Steinbach (1943–2025), Islamwissenschaftler
- Gottfried Swoboda (1943–2001), römisch-katholischer Theologe, Publizist und Autor
- Dina Straat (* 1945), Sängerin
- Eckart Haupt (* 1945), Flötist, Hochschulprofessor und Orchestermusiker
- Uwe Böning (* 1947), Managementberater und Autor
- Ullrich Wimmer (* 1947), evangelischer Theologe
- Gottfried Klier (* 1949), Musiker und Komponist
- Frieder Venus (* 1950), Schauspieler und Theaterregisseur
- Arnd Voigt (1950–2020), Oberbürgermeister von Zittau
- Lothar Walsdorf (1951–2004), Schriftsteller und Hörspielautor
- Andreas Götze (* 1953), Turner und Journalist
- Johannes Saurer (* 1953), Illustrator, Karikaturist und Cartoonist
- Matthias Buse (* 1959), Skispringer
- Lutz Schmidt (1962–1987), Todesopfer an der Berliner Mauer
- Lutz Heilmann (* 1966), Politiker (Die Linke)
- Lars Bocian (* 1969), Politiker (CDU)
- Marco Rudolph (* 1970), Boxer
- Henriette Heinze (* 1973), Schauspielerin
- Tilla Kratochwil (* 1974), Schauspielerin
- Miriam Rose (* 1974), evangelische Theologin und Hochschullehrerin
- René Sommerfeldt (* 1974), Skilangläufer
- Gernot Wolfram (* 1975), Journalist und Schriftsteller
- Jens Hentschel-Thöricht (* 1978), Politiker (BSW, zuvor Die Linke)
- Tilman Hornig (* 1979), Künstler
- Stephan Meyer (* 1981), Politiker, Mitglied des Sächsischen Landtags
- Daniel Elias Böhm (* 1986), Musiker und Schauspieler
- Falko Bindrich (* 1990), Schachspieler, jüngster deutscher Großmeister (zum Zeitpunkt der Verleihung)
- Antonia Hausmann (* 1990), Jazzmusikerin
- Philipp Noack (* 1992), Schauspieler
- Anne Bartsch (* 1995), Eishockeyspielerin
- Bennet Roßmy (* 2003), Eishockeyspieler

## Personen, die mit der Stadt in Verbindung stehen

### Personen, die in Zittau gewirkt haben
- Christoph Demantius (1567–1643), Komponist (Kirchenmusik); Kantor in Zittau
- Andreas Emmenius (um 1571/72 – 1632), Arzt und Stadtphysikus, Sohn von Gallus Emmenius
- Stephan Pilarick (1615–1693), ungarischer Philosoph, evangelischer Theologe, Exulant; fand 1673 zunächst Asyl in der Sechsstadt, wurde 1674 erster ev. Prediger der neu gegründeten Exulantenstadt Neu-Salza, heute Neusalza-Spremberg
- Christian Heinrich Reichel (1734–1807), Pädagoge und Übersetzer
- Ferdinand Heinrich Lachmann (1770–1848), Konrektor des Gymnasiums zu Zittau (1825–1840)
- August Friedrich Wilhelm Rudolph (1771–1826), Rektor des Gymnasiums zu Zittau (1798–1823)
- Friedrich Lindemann (1792–1854), Pädagoge und Philologe; ab 1823 in Zittau tätig
- Hermann Lotze (1817–1881), Philosoph; verbrachte seine Jugend in Zittau
- Oskar Friedrich (1832–1915), Pädagoge und Autor; von 1867 bis 1902 in Zittau
- Albert Tottmann (1837–1917), Komponist[3]
- Alfons Adolph (1853–1934), Fotograf, erfand die Ansichtspostkarte mit Urlaubsmotiven; gründete 1881 in Zittau die erste Oberlausitzer Lichtdruckerei mit Schnellpressen und Dampfbetrieb
- Karl Thiessen (1867–1945), Komponist, Pianist und Musikschriftsteller; ab 1897 in Zittau tätig
- Georg Zottmayr (1869–1941), Sänger und Komponist; debütierte am Zittauer Theater
- Curt Heinke (1890–1934), Gymnasiallehrer und Heimatgeologe, Gründer des Geologischen Heimatmuseums der Südlausitz, Vorsitzender der Naturwissenschaftlichen Gesellschaft zu Zittau und Erster Vorsitzender des Verbandes Lusatia der Humboldt-, Fortbildungs- und Gebirgsvereine der Oberlausitz; ab 1917 in Zittau tätig
- Theodor Korselt (1891–1943), Jurist, Heimatforscher und Opfer des Nationalsozialismus; lebte von 1911 bis 1914 in Zittau
- Erika Korselt (1898–1983), Texil-Kunstgewerblerin und Malerin,
- Gerhard Richter (* 1932), Maler, Bildhauer und Fotograf; besuchte die höhere Handelsschule in Zittau und wurde dort von 1949 bis 1951 zum Schriften-, Bühnen- und Werbemaler ausgebildet
- Rüdiger Götze (1942–2017), Schauspieler, Regisseur und Intendant; wirkte über 20 Jahre am Gerhart-Hauptmann-Theater
- Mario D. Richardt (* 1976), TV-Moderator; lebte von 1997 bis 2005 in Zittau

### Personen, die in Zittau gestorben sind
- Konrad Nesen (1495–1560), Humanist und Bürgermeister von Zittau
- Nikolaus von Dornspach (1516–1580), Bürgermeister von Zittau
- Gallus Emmenius (1541–1599), Arzt und Stadtphysikus
- Andreas Hammerschmidt (1611/12–1675), bedeutender Komponist und Organist
- Christian von Hartig (1605–1677), Bürgermeister von Zittau (auch in Zittau geboren)
- Christian Weise (1642–1708), Dichter, Schulleiter, Bibliothekar, Frühaufklärer (auch in Zittau geboren)
- Benjamin Gottlieb Gerlach (1698–1756), Pädagoge und Autor
- Johann Karl Acoluth (1700–1763), Mediziner und Apotheker (Stadt-Apotheke)
- Carl Gottlieb Hering (1766–1853), vertonte bekannte Kinderlieder
- Adolf Ernst Hensel (1811–1862), Politiker, Präsident der II. Kammer des Sächsischen Landtags
- Carl August Schramm (1807–1869), Baumeister (auch in Zittau geboren)
- Daniel Ludwig Haberkorn (1811–1901), Bürgermeister von 1857 bis 1885
- Andreas Oppermann (1827–1896), Jurist sowie Reise- und Kunstschriftsteller
- Gustav Hiller (1863–1913), Erfinder und Industrieller; Begründer der späteren Robur-Werke (auch in Zittau geboren)
- August Matthes (1854–1937), deutsch-böhmischer Mundartdichter (Bihms Koarle)
- Frida Hockauf (1903–1974), Weberin mit Vorbildcharakter in der DDR
- Horst Landrock (1904–1990), Uhrmacher und Uhrensammler
- Willi Meinck (1914–1993), Schriftsteller
- Klaus Günzel (1936–2005), Schriftsteller (auch in Zittau geboren)

## Bürgermeister
Bedeutende Zittauer Bürgermeister
- Konrad Nesen (um 1495–1560)

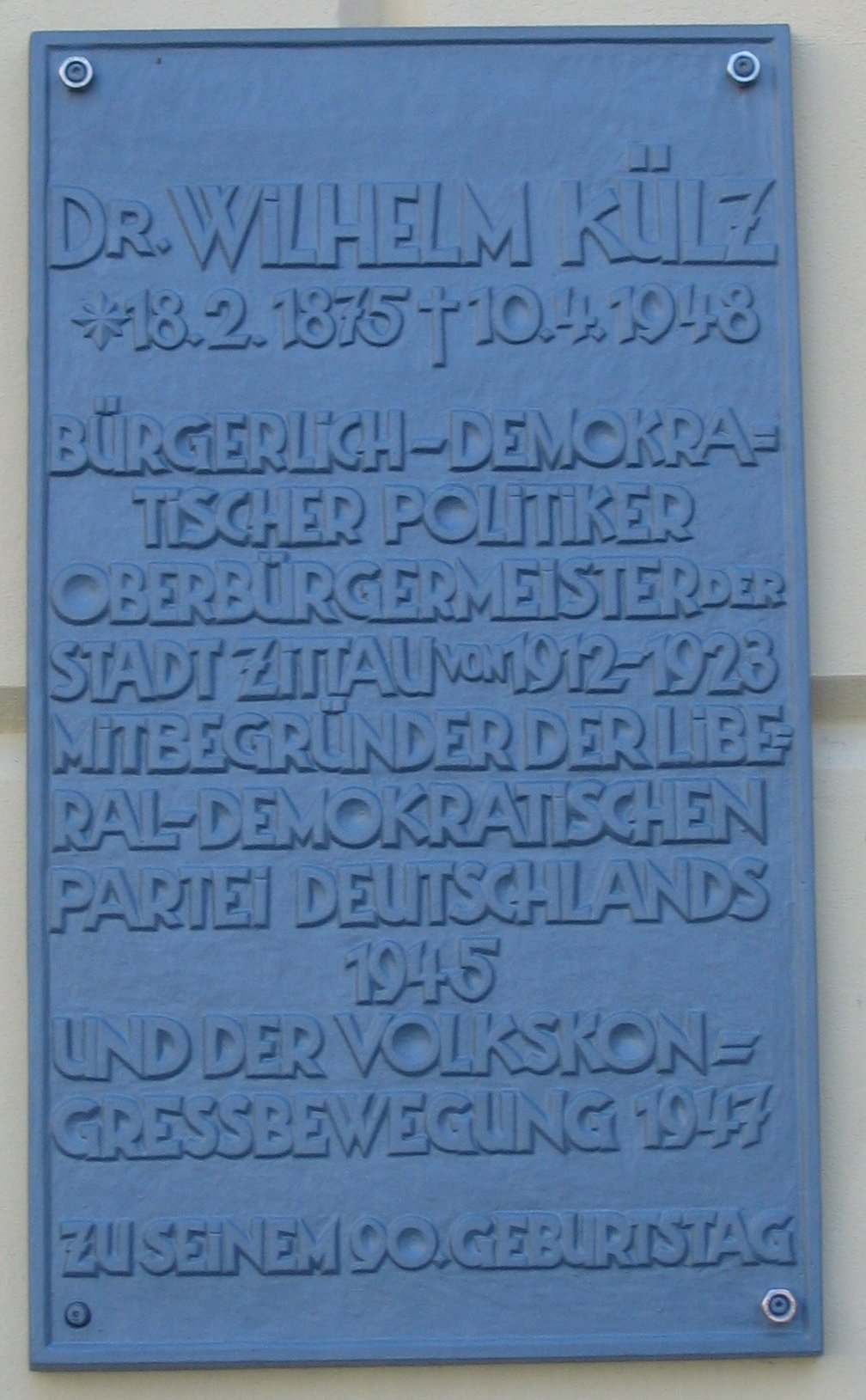
Gedenktafel an Bürgermeister Wilhelm Külz am Zittauer Rathaus

- Nikolaus von Dornspach (1516–1580)
- Prokopius Naso (1548–1608)
- Georg Schnitter (1552–1624)
- Christian von Hartig (1605–1677)
- Johann Benedict Carpzov (1675–1739)
- Karl Gottlob Just (1734–1792)
- Christian Gottlieb Bergmann (1734–1822)
- Daniel Ludwig Haberkorn (1811–1901)
- Hermann Johannes Oertel (1840–1916)
- Wilhelm Külz (1875–1948)
- Walter Zwingenberger (1880–1963)
- Hans Sperlich (1925–2019)
- Arnd Voigt (1950–2020)
- Thomas Zenker (* 1975)

## Ehrenbürger
- 1832
  - Christian Friedrich Pilz, Königlich-sächsischer Rittmeister und erster Kommandant der Communalgarde sowie Postmeister
  - Karl Friedrich Quirner (1776–1852), Königlich Sächsischer Kommissarius, Oberamtsregierungsrat, Ehrenbürger in Bautzen
- 1834
  - Eduard van der Beeck, Kaufmann, Stadtrat bis 1833, Gerichtsherr auf Dallwitz und Debritzgen
  - Karl Julius Klemm (1804–1888), Pastor Primarius an der St. Johanniskirche, zuvor Diakon in Borna
- 1839 Christian Adolph Pescheck (1787–1859), Theologe, Geschichtsforscher sowie Verfasser des zweibändigen Standardwerkes „Handbuch zur Geschichte von Zittau“ (1834/37), Gründer des Zittauer Alterthümermuseums
- 1841 Adolph Georg Wilhelm Leopold Göphardt (* 1789), Oberstleutnant, Kommandant des I. Bataillons der Garnison
- 1845 Karl Friedrich Neubert (1792–1878), Apotheker und Besitzer der Stadtapotheke (ab 1852), Verwalter der Schulkasse, Mitglied im Bürgerausschuss, Stadtverordneter und Stadtrat
- 1847 Christian Gottlieb Hofmann (* 1798), Färbereibesitzer, Stadtverordnetenvorsteher
- 1857 Christian Ehrenfried Püschel (* 1790), Stadtrat
- 1861
  - Philipp Ferdinand Adolph Just (1783–1868), Oberamtsadvokat, Senator, Ritter des Albrechtsordens, die Stadt wurde Universalerben seines Besitzes
  - Eduard von Könneritz (1802–1875), Regierungsrat, Vorstand der Königlich-Sächsischen Kreisdirektion Bautzen (1844–1861), Ehrenbürger auch in Bautzen, Kamenz, Löbau und Dresden
- 1864 Christian Gottlob Oehme (* 1793), Stadtältester; Friedrich August Schramm (1801–1883), Tischlermeister, Stadtverordneter
- 1865 Carl Friedrich Becker, Knopfmacher, Stadtrat
- 1867 Paul Freiherr von Gutschmidt (1822–1904), Kreisdirektor in Bautzen (1867–1872), Ehrenbürger auch in Bautzen, Löbau und Kamenz
- 1871
  - Carl Gottlieb Döring (1807–1871), Rechtsanwalt, Stadtverordnetenvorsitzender, Mitglied der Real- und Gymnasialschulkommission in Zittau
  - Daniel Ferdinand Ludwig Haberkorn (1811–1901), Bürgermeister, Geheimrat, Abgeordneter, 1875–1892 Präsident der 2. Kammer des Sächsischen Landtags, er erwarb sich Verdienste um die Errichtung zahlreicher Gebäude entlang des Stadtrings
- 1872
  - Gotthelf Lange (1796–1872), Forstverwalter, emeritierter Stadtrat
  - Ernst Friedrich Apelt (1798–1875), Rentier, Stadtverordneter
- 1875 Wilhelm Adolph Opitz (1801–1884), Rechtsanwalt, Stadtverordnetenvorsitzender, Mitglied des Direktoriums der Löbau-Zittauer und Zittau-Reichenberger Eisenbahngesellschaft, königlich-sächsischer Finanzrat
- 1879
  - Heinrich Julius Kämmel (1813–1881), Lehrer und Direktor am Gymnasium, Kulturhistoriker, verfasste mehrere pädagogische und kulturgeschichtliche Werke, während der Revolution 1848/49 war er Abgeordneter des 1. Sächsischen Wahlkreises in der Frankfurter Nationalversammlung und später der sächsischen Landtages in Dresden, bekleidete in Zittau das Amt des „Armenvorstehers“
  - Moritz August Gelbke, Kaufmann, Stadtrat; Ludwig Otto Ginsberg (1815–1893), Kaufmann, Kommerzienrat, Stadtverordnetenvorsteher, Mitglied in der Oberlausitzischen Gesellschaft der Wissenschaft zu Görlitz
- 1882
  - Oskar Julius Grohmann (1808–1885), Stadtsteuersekretär, Stifter der „Zittauer Nachrichten“, die er zwischen 1833 und 1863 redigierte, Organisator zahlreicher Zittauer Schulfeste (seit 1867)
  - Karl Wilhelm Kühn (1817–1888), Oberstadtschreiber
- 1883 Heinrich Woldemar von Beust, Kreishauptmann in Bautzen (1872–1883)
- 1893
  - Karl Heinrich Becker (1819–1908), Knopfmacher, Fabrikbesitzer, Königlich-sächsischer Kommerzienrat
  - Fürst Otto von Bismarck (1815–1898), Politiker
- 1895 Hermann von Salza und Lichtenau (1829–1915), Freiherr, königlich sächsischer Wirklicher Geheimer Rat, Kreishauptmann zu Bautzen, später Präsident der königlich sächsischen Oberrechnungskammer, Mitglied des Norddeutschen Reichstags und des Sächsischen Landtags
- 1906 Joachim Caspar Anton Richard von Schlieben (1848–1908), Amtshauptmann von Zittau, Geheimer Regierungsrat, später auch Kreishauptmann von Bautzen und Sächsischer Kultusminister, ein Förderer des Schulwesens
- 1908 Louis Heinrich Buddeberg (1836–1925), Mitglied im Deutschen Reichstag, erster Branddirektor in Zittau, unter seiner Leitung entstand die Freiwillige Feuerwehr Zittau
- 1917 Paul von Hindenburg (1847–1934), Offizier, Politiker
- 1926 Adolf Zücker (1866–1931), Fabrikbesitzer, Stadtverordneter
- 1928 Franz Könitzer (1858–1933), Fabrikbesitzer, Stadtrat, Leiter der Freiwilligen Feuerwehr Zittau
- 1933

Adolf Hitler (1889–1945), Reichskanzler (Ehrenbürgerschaft 1990 für nichtig erklärt)
Martin Mutschmann (1879–1947), Reichsstatthalter in Sachsen (Ehrenbürgerschaft 1990 für nichtig erklärt)
- 1961 Ernst Reinhard Zimmermann (1875–1964), HNO-Arzt, Sanitätsrat
- 1974 Erich Kindermann (1903–1985), Arbeiterfunktionär, Träger des Vaterländischen Verdienstordens in Gold
- 1982 Konstantin Fedin (1892–1977), russisch-sowjetischer Schriftsteller, 1914–1918 Zivilinternierter in Zittau (postum ernannt)
- 1995 Gerhard Gruner (1916–2007), Facharzt für Kinderheilkunde, Leiter der Zittauer Kinderklinik, Obermedizinalrat, Träger des Bundesverdienstkreuzes
- 2004
  - Gottfried Kiesow (1931–2011), deutscher Denkmalschützer, besonders engagiert bei der Stadtsanierung Zittau
  - Mechthild Flury-Lemberg (* 1929), Schweizer Textilrestauratorin, Verdienste bei der Restaurierung des Großen Zittauer Fastentuches
- 2008 Franz Knippenberg (* 1939), Förderer der Zittauer Kultur- und Museumslandschaft aus Düsseldorf
- 2010 Gerhard Gebauer (1926–2017), Oberbürgermeister der Partnerstadt Villingen-Schwenningen